# Шедивый, Иржи
Иржи Шедивый (чеш. Jiří Šedivý; род. 20 августа 1963, Прага) — чешский государственный деятель, министр обороны Чешской Республики, специальный постоянный представитель Чехии при НАТО, исполнительный директор Европейского оборонного агентства.

## Биография

### Образование и профессиональная карьера
Окончил кафедру военных исследований Королевского колледжа в Лондоне, в 1999 году защитил докторскую степень в Карловом университете, где в период с 1995 по 2003 год преподавал исследования международной политики и безопасности. Также в период с 2000 по 2003 год преподавал в Нью-Йорском университете в Праге.
В период с 2004 по 2006 год, был профессором исследований безопасности в «Европейском центре исследований безопасности имени Джорджа Маршалла», читая лекции по таким темам, как трансформация оборонного сектора, гражданско-военные отношения и разработка национальной стратегии.

### Политическая деятельность
В 2006 году вошёл в Первое правительство Мирека Тополанка став министром обороны. После роспуска правительства и формирования второго правительства, стал на 7 месяцев заместителем вице-премьера и министра по Европейским делам Александра Вондры.
В период с 2007 по 2010 год был заместителем Генерального секретаря НАТО по оборонной политике и планированию.
В период с 2010 по 2012 год был первым заместителем министра обороны Александра Вондры в правительстве Петра Нечаса.
В период с 2012 по 2019 год был специальным постоянным представителем (послом) Чехии при НАТО.
В сентябре 2019 года, стал специальным агентом министерства иностранных дел Чехии по вопросам устойчивости и возникающих угроз в рамках борьбы с дезинформацией и враждебным влиянием иностранных государств.
В мае 2020 года стал Исполнительным директором Европейского оборонного агентства.

### Семья
Отцом являлся бывший министр иностранных дел и дипломат Ярослав Шедивый.